# Крачки (Хмельницкий район)
Крачки (укр. Крачки) — село в Хмельницком районе Хмельницкой области Украины.
Население по переписи 2001 года составляло 133 человека. Почтовый индекс — 31307. Телефонный код — 382. Занимает площадь 0,9 км². Код КОАТУУ — 6825083002.

## Местный совет
31307, Хмельницкая обл., Хмельницкий р-н, с. Захаровцы, ул. Советская, 50